# Battaglia del fiume Yalu (1894)
La battaglia del fiume Yalu venne combattuta tra l'impero Qing e l'impero giapponese del periodo Meiji durante la prima guerra sino-giapponese (cinese: 中日甲午戰爭T, Zhōngrì Jiǎwǔ ZhànzhēngP; giapponese: 日清戦争, Nisshin Sensou) ai confini tra la Corea e la Manciuria.

## Stato dei combattenti

### Giappone

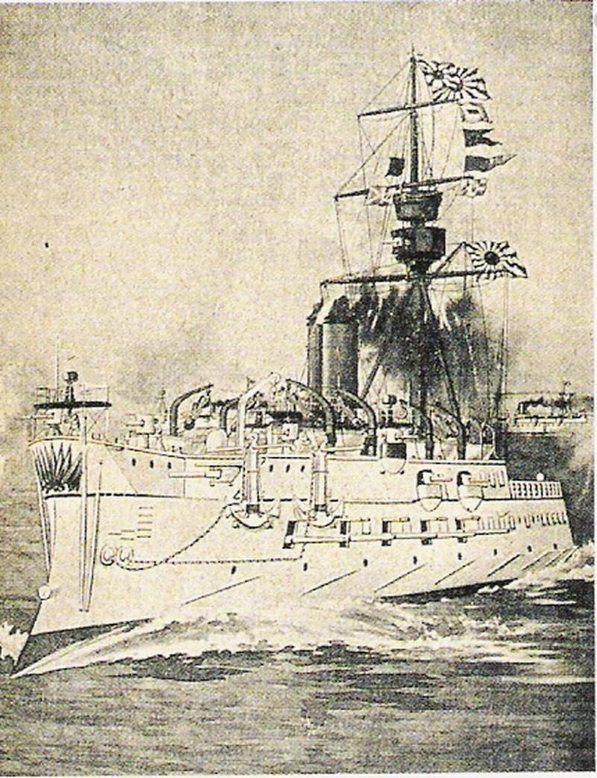
L'incrociatore giapponese Matsushima, ammiraglia della Marina imperiale durante il conflitto.

Molte delle navi da guerra più recenti della Marina imperiale giapponese erano state costruite in cantieri britannici, francesi e tedeschi. All'inizio della guerra il Giappone poteva schierare una forza totale di 120 000 uomini in due eserciti e una flotta che comprendeva 12 moderni incrociatori protetti sebbene mancasse di navi da battaglia.

### Cina
La battaglia impegnò tra le varie forze navali cinesi solo la flotta del Pei-yang. Sebbene il Pei-yang fosse il meglio equipaggiato, simbolo del nuovo esercito cinese, la corruzione e il morale erano problemi seri; i politici s'intascavano regolarmente i fondi, anche durante la guerra.

## La battaglia
Il 17 settembre 1894 la Marina imperiale giapponese distrusse 8 su 12 delle navi da guerra della flotta del Pei-yang al largo della foce dello Yalu. La flotta cinese si ritirò quindi dietro le fortificazioni di Weihaiwei, ma fu presa di sorpresa dalle truppe di terra giapponesi che aggirarono le difese del porto.

## Navi coinvolte
| \| Giappone Squadrone volante: - Yoshino (4150 t, 20n, 4 cannoni da 6", 8 cannoni da 4,7") (Kawara, contrammiraglio Tsuboi) - Takachiho (3650t, 15n, 2 cannoni da 10,2", 6 cannoni da 6") (Nomura) - Naniwa (3650 t, 16n, 2 cannoni da 10,2", 6 cannoni da 6") (Togo) - Akitsushima (3150 t, 16n, 4 cannoni da 6", 6 cannoni da 4.7") (Kamimura) Squadra principale: - Matsushima (4277 t, 14n, 1-12.6, 12-4.7) (Omoto and Dewa, VA Ito) - Danneggiato - Chiyoda (2450 t, ?kts, 10-4.7) (Uchida) - Itsukushima (4277t, 14n, 1-12.6, 11-4.7) (Yoko-o) - Hashidate (as Itsukushima) (Hidaka) - Fusō (3718t, 11n, 4-9.4, 2-6) (Arai) - Hiei (2200t, 9n, 9-6) (Sakurai) - danneggiata Altre: - Akagi (615t, 8n, 2-4.7) (Sakamoto) - Saikyo (mercantile armato, 2913, 10n, cannoncini) (Kano) \| Cina - Yangwei (1350t, 6n, 2-10.2, 4-4.7, capitano Li Li-chung) - Chaoyong (capitano Huang Chien-hsun) - Ching Yuen (2850 t, 14n, 3-8.2, 2-6, capitano Yeh Tsu-kuei) - Lai Yuen (2830 t, 10n, 2-8.2, 2-6, capitano Ch'iu Pao-jen) - danneggiata - Zhenyuan (7430t, 12n, 4-12, 2-5.9, capitano Lin T'ai-tseng) - Dingyuan (flag, 7355t, 15.4n, 4-12, 2-5.9, nave di bandiera dell'ammiraglio Ding Ruchang, contrammiraglio Liu Buchan, ) - King Yuen (2850 t, 10n, 2-8.2, 2-6) (capitano Lin Yung-shengh) - Chih Yuen (2300 t, 15n, 3-8.2, 2-6) (nave di bandiera del contrammiraglio Deng Shichang, capitano Teng Shih-chang) - affondata - Kwan Chia (1290 t, 10.5n, 3-4.7) (capitano Wu Ching-jung) - Jiyuan (2355t, 15n, 2-8.2, 1-6) (capitano Fang-Bo-Qian) - Pingyuan (2100 t, 6/7 nodi, 1-10.2, 2-6) (capitano Li Ho-lien) - Kuang Ping (1000 t, 3-4.7) (capitano Chen Pi-kuang) - ? (motosilurante, 128 t, 15n, 3TT) - ? (motosilurante, 69 t, 16n, 3TT) \| | |
| Squadrone volante: - Yoshino (4150 t, 20n, 4 cannoni da 6", 8 cannoni da 4,7") (Kawara, contrammiraglio Tsuboi) - Takachiho (3650t, 15n, 2 cannoni da 10,2", 6 cannoni da 6") (Nomura) - Naniwa (3650 t, 16n, 2 cannoni da 10,2", 6 cannoni da 6") (Togo) - Akitsushima (3150 t, 16n, 4 cannoni da 6", 6 cannoni da 4.7") (Kamimura) Squadra principale: - Matsushima (4277 t, 14n, 1-12.6, 12-4.7) (Omoto and Dewa, VA Ito) - Danneggiato - Chiyoda (2450 t, ?kts, 10-4.7) (Uchida) - Itsukushima (4277t, 14n, 1-12.6, 11-4.7) (Yoko-o) - Hashidate (as Itsukushima) (Hidaka) - Fusō (3718t, 11n, 4-9.4, 2-6) (Arai) - Hiei (2200t, 9n, 9-6) (Sakurai) - danneggiata Altre: - Akagi (615t, 8n, 2-4.7) (Sakamoto) - Saikyo (mercantile armato, 2913, 10n, cannoncini) (Kano) | - Yangwei (1350t, 6n, 2-10.2, 4-4.7, capitano Li Li-chung) - Chaoyong (capitano Huang Chien-hsun) - Ching Yuen (2850 t, 14n, 3-8.2, 2-6, capitano Yeh Tsu-kuei) - Lai Yuen (2830 t, 10n, 2-8.2, 2-6, capitano Ch'iu Pao-jen) - danneggiata - Zhenyuan (7430t, 12n, 4-12, 2-5.9, capitano Lin T'ai-tseng) - Dingyuan (flag, 7355t, 15.4n, 4-12, 2-5.9, nave di bandiera dell'ammiraglio Ding Ruchang, contrammiraglio Liu Buchan, ) - King Yuen (2850 t, 10n, 2-8.2, 2-6) (capitano Lin Yung-shengh) - Chih Yuen (2300 t, 15n, 3-8.2, 2-6) (nave di bandiera del contrammiraglio Deng Shichang, capitano Teng Shih-chang) - affondata - Kwan Chia (1290 t, 10.5n, 3-4.7) (capitano Wu Ching-jung) - Jiyuan (2355t, 15n, 2-8.2, 1-6) (capitano Fang-Bo-Qian) - Pingyuan (2100 t, 6/7 nodi, 1-10.2, 2-6) (capitano Li Ho-lien) - Kuang Ping (1000 t, 3-4.7) (capitano Chen Pi-kuang) - ? (motosilurante, 128 t, 15n, 3TT) - ? (motosilurante, 69 t, 16n, 3TT) |